# Siklósi Iván
Siklósi Iván (Budapest, 1890 – Budapest, Erzsébetváros, 1952. december 22.) magyar forgatókönyvíró, filmdramaturg, feliratíró.

## Életútja
Siklósi Iván és Kornis Zsuzsanna fia. Gimnáziumi érettségit követően az újságírói pályát választotta. 1912-től a Projectograph, 1916-tól a Phönix filmgyár művészeti vezetője, forgatókönyvírója volt. Több Phönix film inzertjeinek írta meg a szövegét. Néhány évig igazgatója volt a Corso-, és a Royal Apollo-moziknak. 1920-tól dramaturgként dolgozott a bécsi Sascha-filmgyárban. 1924-ben Borhegyi Jánossal együtt megalapította a Lloyd Film Rt.-t. 1928–29-ben a Paramount budapesti fiókjának dramaturgja volt. Több ezer külföldi néma- és hangosfilmhez készített magyar feliratot. Az 1910-es, 1920-as években években számtalan magyar és osztrák film forgatókönyvét írta, a hangosfilmek idején már ritkábban működött. Halálát idült vesegyulladás okozta.
Felesége Gömöry Gabriella (1884–1927), gyermekeik Siklósy Éva (1916–?) színésznő és Iván.

## Forgatókönyvei
- Ma és holnap (1912, Roboz Imrével)
- Ninon De L'enclos (1913, szkeccs)
- Az éjszaka rabja (1914, Roboz Imrével)
- Az árendás zsidó (1918)
- "99" (1918)
- Lulu (1918)
- Júdás (1918)
- A skorpió (1918)
- A napraforgós hölgy (1918, befejezetlen)
- Az ördög (1918)
- Jön az öcsém (1919, rövid)
- Az iglói diákok (1934)
- Szent Péter esernyője (1935)

## Filmfelirat
- Az utolsó hajnal (1917)
- A senki fia (1917)
- Tavasz a télben (1917-18)
- A szentjóbi erdő titka (1917)
- A kuruzsló (1917)

## Osztrák filmjei
- Feketekeztyüs hölgy/Die Dame mit dem schwarzen Handschuh (1919)
- Damaskus csillaga/Der Stern von Damaskus (1920)
- A sátán naplója/Herzogin Satanella (1921)